# Gynoplistia opima
Gynoplistia opima är en tvåvingeart som beskrevs av Alexander 1928. Gynoplistia opima ingår i släktet Gynoplistia och familjen småharkrankar. Inga underarter finns listade i Catalogue of Life.